# Dafroza
Dafroza – imię żeńskie, oznaczające „pas ozdobiony różami”. Patronką tego imienia jest św. Dafroza, żona św. Flawiana i matka św. Bibiany (IV wiek).
Dafroza imieniny obchodzi 4 stycznia.